# Lonchura hunsteini
Lonchura hunsteini là một loài chim trong họ Estrildidae.